# 受天百祿

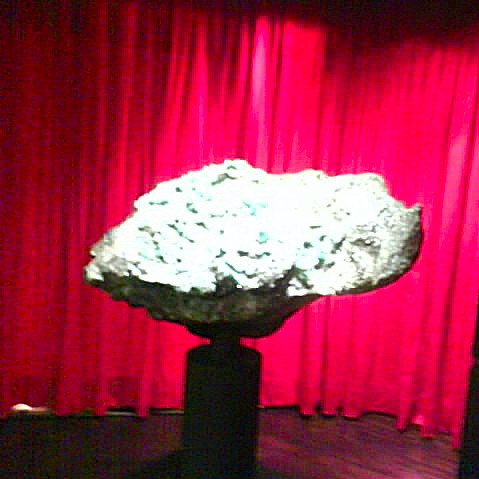
被命名為「受天百祿」的全球最大綠寶石原生礦石。

受天百祿，是全球最大的綠寶石原生礦石。淨重536公斤、長125厘米、寬78厘米、高55厘米，嵌于黑色雲母石中，現放置在香港君悅酒店。
馬達加斯加籍華裔畫家陳錫波、法國註冊公司「ORGACO」和馬達加斯加共和國分別聲稱擁有「受天百祿」的擁有權，在法屬留尼旺島的判決中，「受天百祿」判定為ORGACO所有，但馬達加斯加政府不承認判決。待「受天百祿」運抵香港後，馬達加斯加政府在香港各大主要報章刊登聲明，並召開記者會，要求香港政府和警方將「受天百祿」扣押。

## 爭奪戰

### 留尼旺判決
2007年7月，全球最大的綠寶石原生礦石在陳錫波之子名下馬達加斯加南部小鎮摩洛峰（Moranfeno）礦場中被爆破開採，礦主之父陳錫波，稱綠寶石像留尼旺島外形，色彩翠綠，若如森林，故命名為「受天百祿」。「受天百祿」罕有在於，原生礦石在爆破後都碎裂為一塊塊小碎片，但竟然留下完整礦石，這情況非常罕見。並經歐洲珠寶鑑證專家核實，是為全球最大及最重的綠寶石原生礦石。
根據「ORGACO」聲明稱，2007年8月20日，礦主名下公司「Le Quartz」以良好的代價將「受天百祿」售予法國註冊公司「ORGACO」，以原生礦石申報為「綠柱石（Green beryl）」，自馬達加斯加運輸至留尼旺島，而馬達加斯加政府聲明則稱陳錫波本人所為，「ORGACO」以原生礦石申報為「綠玉（Beryl）」，自馬達加斯加運輸至留尼旺島。其後，馬達加斯加政府發現原生礦石並非綠玉，而是「祖母綠（Emerald）」，在馬達加斯加礦產法第三條之中，若是發掘出罕見寶石，都會被視為國家財產，故此認為陳錫波（馬達加斯加政府觀點）以欺詐手段瞞騙馬達加斯加政府，運輸屬於走私行為。於是2008年2月19日，馬達加斯加政府要求法屬留尼旺島扣押「受天百祿」。其後，「ORGACO」於6月3日上訴，案件在聖丹尼斯上訴法院開審，「ORGACO」最後獲勝訴（案件編號 2008/00057，判詞編號 126），「受天百祿」轉運法國巴黎，再運至香港。

### 香港爭奪戰
「受天百祿」經估值，其價值超過十億港幣，不過「ORGACO」和陳錫波表示暫時無意發售。2008年6月20日開始，「受天百祿」被放置在香港洲際酒店內的抱趣堂當代藝術館免費參觀，由支架支撐（見圖）。馬達加斯加政府派出分別代表司法、刑警、檢察院及礦產部的四名官員來到香港，在7月28日以四部門名義聯合發表聲明：

「根據馬達加斯加礦產法，陳錫波先生在香港洲際酒店『抱趣堂』當代藝術館展出的重536公斤、長125厘米、寬78厘米、高55厘米，嵌于黑色雲母中的祖母綠寶石所有權，應歸馬達加斯加國家所有。根據馬達加斯加法律，一切購買這塊祖母綠寶石原生礦的相關人員和機構都可被視為脅從犯罪而將受到相關法律的制裁。」

7月31日，「ORGACO」發出聲明反駁，表示馬達加斯加政府有誤，陳錫波非買家、擁有人、出口商及礦場主人。指出當日「受天百祿」出口文件由海關官員簽署，確認無誤，並引用馬達加斯加海關部長路納·華沙芬溫蘭華（Vola Razafindramiandra）曾在全國性電視節目中的話：

「當此事件爆發時，我們已做了自己的本份，其中包括確定事件真相。首先要注意的是與該礦物的出口及相關的文件均是完全齊備，例如開採授權書、聲明、銀行發票等。對於有關出口行政方面是無可指責。」

「ORGACO」辯稱，出口申報「受天百祿」為「綠柱石」而非「祖母綠」，是因為「祖母綠」是一種顏色名，「綠柱石」則為該類礦石的總稱，所以為免誤會，用「綠柱石」申報才周全。而「ORGACO」又指責馬達加斯加政府以偏概全，只提馬達加斯加礦產法第三條，但不提馬達加斯加礦產法第三十八條，指明開採公司「Le Quartz」擁有開採許可證，故此其出口合法。
現時為止，馬達加斯加政府仍然未就「受天百祿」作進一步行動，而早前陳錫波接受訪問時表示，他無意將「受天百祿」打磨成首飾，並期望「受天百祿」到中國及歐洲展覽，最後放在陳錫波家鄉順德的博物館珍藏。

## 外部連結
- 「受天百祿」最新官方網址[永久]